# ケンブリッジ侯爵
ケンブリッジ侯爵（ケンブリッジこうしゃく、英語: Marquess of Cambridge）は、イギリスの侯爵位。イングランド貴族として1度、連合王国貴族として1度創設された。

## 歴史

### 第1期
1706年11月9日、ハノーファー選帝侯ゲオルク・ルートヴィヒ(1660-1727)（後のイギリス国王ジョージ1世）の息子ゲオルク・アウグスト(1683-1760)（後のイギリス国王ジョージ2世）がイングランド貴族であるグロスターシャーにおけるテュークスベリー男爵、ヨークシャーにおけるノーザラトン子爵、ミルフォード・ヘイヴン伯爵、ケンブリッジ侯爵、ケンブリッジ公爵に叙された。1714年8月1日に父がイギリス国王に即位すると、ゲオルク・アウグストはコーンウォール公爵を継承、9月27日にチェスター伯爵とプリンス・オブ・ウェールズに叙された。1727年6月11日にゲオルク・アウグストがジョージ2世としてイギリス国王に即位すると、これらの爵位は王領に統合された。

### 第2期
第一次世界大戦中の1917年、テック公アドルファス(1868-1927)はテック公などヴュルテンベルク王国とドイツ帝国における称号を放棄し、代わりにケンブリッジ姓を名乗り、連合王国貴族であるヨークシャーにおけるノーザラトン子爵、エルタム伯爵、ケンブリッジ侯爵に叙された。
初代侯爵が1927年に死去すると、長男ジョージ・フランシス・ヒュー(1895-1981)が爵位を継承したが、ジョージは妻との間で1女しかもうけず、1981年にジョージが死去すると爵位は廃絶した。

## ケンブリッジ侯爵（第1期、1706年）
- ケンブリッジ公爵ゲオルク・アウグスト王子（1683年 – 1760年）
  - 1727年、ジョージ2世としてイギリス国王に即位、爵位は王領に統合された。

## ケンブリッジ侯爵（第2期、1917年）
- 初代ケンブリッジ侯爵アドルファス・ケンブリッジ（1868年 – 1927年）
- 第2代ケンブリッジ侯爵ジョージ・フランシス・ヒュー・ケンブリッジ（英語版）（1895年 – 1981年）